# Rîmarivka, Bârzula
Rîmarivka (în ucraineană Римарівка, în trecut Reimarovka) este un sat în comuna Ocna din raionul Bârzula, regiunea Odesa, Ucraina.

## Demografie
Componența lingvistică a localității Rîmarivka
     Ucraineană (86,61%)
     Română (9,69%)
     Rusă (3,42%)
     Alte limbi (0,28%)
Conform recensământului din 2001, majoritatea populației localității Rîmarivka era vorbitoare de ucraineană (86,61%), existând în minoritate și vorbitori de română (9,69%) și rusă (3,42%).